# Andrei Kirilenko
|  | Aquest article tracta sobre el jugador de bàsquet rus. Si cerqueu el polític soviètic, vegeu «Andrei Pàvlovitx Kirilenko». |

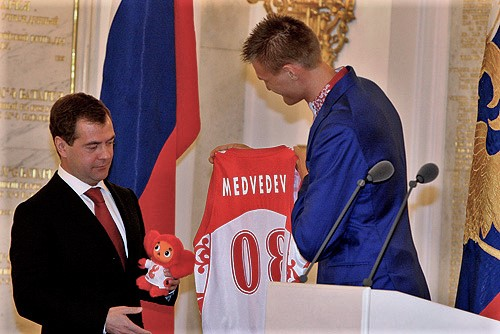
Imatge del 2008

Andrei Gennadèvitx Kirilenko (Ijevsk, 1981) és un exjugador rus de bàsquet. Va jugar la major part de la seva carrera als Utah Jazz, de l'NBA i al CSKA Moscou, a la posició d'aler. El 2011 va adquirir la nacionalitat estatunidenca.

## Palmarès
- Campionat d'Europa de bàsquet: 2007
- Lliga russa de bàsquet: 1998, 1999, 2000
- NEBL: 2000

## Estadístiques a l'NBA
| Temporada | Equip | PJ  | P5  | MPP  | TC%   | 3P%   | TL%   | RPP | APP | SPP | TPP | PPP  |
| --------- | ----- | --- | --- | ---- | ----- | ----- | ----- | --- | --- | --- | --- | ---- |
| 2001-02   | UTA   | 82  | 40  | 26.2 | 0.450 | 0.250 | 0.768 | 4.9 | 1.1 | 1.4 | 1.9 | 10.7 |
| 2002-03   | UTA   | 80  | 11  | 27.7 | 0.491 | 0.325 | 0.800 | 5.3 | 1.7 | 1.5 | 2.2 | 12.0 |
| 2003-04   | UTA   | 78  | 78  | 37.1 | 0.443 | 0.338 | 0.790 | 8.1 | 3.1 | 1.9 | 2.8 | 16.5 |
| 2004-05   | UTA   | 41  | 37  | 32.9 | 0.493 | 0.299 | 0.784 | 6.2 | 3.2 | 1.6 | 3.3 | 15.6 |
| 2005-06   | UTA   | 69  | 63  | 37.7 | 0.460 | 0.308 | 0.699 | 8.0 | 4.3 | 1.5 | 3.2 | 15.3 |
| 2006-07   | UTA   | 70  | 70  | 29.3 | 0.471 | 0.213 | 0.728 | 4.7 | 2.9 | 1.1 | 2.1 | 8.3  |
| 2007-08   | UTA   | 72  | 72  | 30.8 | .506  | .379  | .770  | 4.7 | 4.0 | 1.2 | 1.5 | 11.0 |
| 2008-09   | UTA   | 67  | 10  | 27.3 | .449  | .274  | .785  | 4.8 | 2.6 | 1.2 | 1.1 | 11.6 |
| 2009-10   | UTA   | 58  | 35  | 29.0 | .506  | .292  | .744  | 4.6 | 2.7 | 1.4 | 1.2 | 11.9 |
| 2010-11   | UTA   | 64  | 62  | 31.2 | .467  | .367  | .770  | 5.1 | 3.0 | 1.3 | 1.2 | 11.7 |
| 2012-13   | MIN   | 64  | 64  | 31.8 | .507  | .292  | .752  | 5.7 | 2.8 | 1.5 | 1.0 | 12.4 |
| 2013-14   | BRO   | 45  | 4   | 19.0 | .513  | .200  | .513  | 3.2 | 1.6 | .9  | .4  | 5.0  |
| 2014-15   | BRO   | 7   | 0   | 5.1  | 0.0   | 0.0   | .750  | 1.1 | .1  | .1  | 0.0 | 0.4  |
| Total     |       | 797 | 546 | 30.2 | .474  | .310  | .754  | 5.5 | 2.7 | 1.4 | 1.8 | 11.8 |
| All-Star  |       | 1   | 0   | 12.0 | .333  | .000  | .000  | 1.0 | .0  | .0  | 1.0 | 2.0  |

PJ-Partits jugats, P5-Partits al 5 inicial, MPP-Minuts, TC%-Tirs de camp, 3P%-Tirs de 3 punts, TL%-Tirs lliures, RPP-Rebots, APP-Assistències, SPP-Robatoris, TPP-Taps, PPP-Punts (estadístiques per partit)